# 中国驻埃塞俄比亚大使列表
本列表为中華人民共和國驻埃塞俄比亚历任大使名录。

## 历任中国驻埃塞俄比亚大使

### 中华人民共和国驻埃塞俄比亚大使（1971年至今）
1970年11月24日，中华人民共和国与埃塞俄比亚建交后，于翌年起开始派遣驻埃塞俄比亚大使。
| 姓名   | 任命           | 任命           | 到任           | 递交国书       | 免职           | 免职           | 离任          | 外交衔级 | 外交职务     | 备注       |
| 姓名   | 全国人大常委会 | 主席           | 到任           | 递交国书       | 全国人大常委会 | 主席           | 离任          | 外交衔级 | 外交职务     | 备注       |
| ------ | -------------- | -------------- | -------------- | -------------- | -------------- | -------------- | ------------- | -------- | ------------ | ---------- |
| 王一木 | 不適用         | 不適用         | 1971年2月4日   | 1971年2月9日   | 不適用         | 不適用         | 1971年5月11日 | 参赞     | 临时代办     | 筹备开馆   |
| 俞沛文 | 不適用         | 不適用         | 1971年5月11日  | 1971年5月19日  | 不適用         | 不適用         | 1974年7月17日 | 大使     | 特命全权大使 |            |
| 杨守正 | 不適用         | 不適用         | 1974年12月13日 | 1974年12月17日 | 1977年10月24日 | 不適用         | 1977年8月3日  | 大使     | 特命全权大使 |            |
| 王锦川 | 1977年10月24日 | 不適用         | 1977年11月8日  | 1977年12月17日 | 1981年3月6日   | 不適用         | 1981年1月     | 大使     | 特命全权大使 |            |
| 赵源   | 1982年3月8日   | 不適用         | 1982年11月     | 1982年11月6日  | 1985年3月21日  | 1985年8月21日  | 1985年6月2日  | 大使     | 特命全权大使 |            |
| 张瑞杰 | 1985年3月21日  | 1985年8月21日  | 1985年7月13日  | 1985年8月17日  | 1987年3月19日  | 1987年8月13日  | 1987年6月     | 大使     | 特命全权大使 |            |
| 顾家骥 | 1987年3月19日  | 1987年8月13日  | 1987年8月      | 1987年8月15日  | 1991年9月4日   | 1991年11月6日  | 1991年5月     | 大使     | 特命全权大使 | 兼驻吉布提 |
| 金森   | 1991年12月29日 | 1992年1月23日  | 1992年3月      | 1992年3月25日  | 1996年8月29日  | 1996年12月18日 | 1996年11月    | 大使     | 特命全权大使 |            |
| 蒋正云 | 1996年8月29日  | 1996年12月18日 | 1996年12月     | 1996年12月19日 | 2000年12月28日 | 2001年3月30日  | 2001年2月     | 大使     | 特命全权大使 |            |
| 艾平   | 2000年12月28日 | 2001年3月30日  | 2001年3月6日   | 2001年3月13日  | 2004年6月25日  | 2004年10月14日 | 2004年7月     | 大使     | 特命全权大使 |            |
| 林琳   | 2004年6月25日  | 2004年10月14日 | 2004年9月      | 2004年9月29日  | 2008年2月28日  | 2008年6月5日   | 2008年5月     | 大使     | 特命全权大使 | 兼驻非盟   |
| 顾小杰 | 2008年2月28日  | 2008年6月5日   | 2008年6月2日   | 2008年6月19日  | 2011年8月26日  | 2011年12月20日 | 2011年11月    | 大使     | 特命全权大使 | 兼驻非盟   |
| 解晓岩 | 2011年8月26日  | 2011年12月20日 | 2011年11月25日 | 2011年12月6日  | 2014年11月1日  | 2015年3月19日  | 2015年2月     | 大使     | 特命全权大使 | 兼驻非盟   |
| 腊翊凡 | 2014年11月1日  | 2015年3月19日  | 2015年2月16日  | 2015年4月2日   | 2017年6月27日  | 2017年12月14日 | 2017年8月     | 大使     | 特命全权大使 |            |
| 谈践   | 2017年9月1日   | 2017年12月14日 | 2017年12月4日  | 2017年12月19日 | 2020年8月11日  | 2020年11月5日  | 2020年9月     | 大使     | 特命全权大使 |            |
| 赵志远 | 2020年8月11日  | 2020年11月5日  | 2020年10月30日 | 2020年12月22日 |                | 2024年8月23日  | 2024年5月5日  | 大使     | 特命全权大使 |            |
| 陈海   |                | 2024年8月23日  | 2024年8月2日   | 2024年12月3日  | 现任           |                |               | 大使     | 特命全权大使 |            |